# Comuna Dorobanțu, Călărași
Dorobanțu (în trecut, Vărăști) este o comună în județul Călărași, Muntenia, România, formată din satele Boșneagu, Dorobanțu (reședința) și Vărăști.

## Așezare
Comuna se află în partea central-sudică a județului, pe malul stâng al Mostiștei, în zona unde aceasta se varsă în Dunăre, la granița cu regiunea Silistra, Bulgaria. Este traversată de șoseaua națională DN31, care leagă Călărașiul de Oltenița. La Dorobanțu, din acest drum se ramifică șoseaua județeană DJ304, care duce spre nord la Ulmu, Lupșanu (unde se intersectează cu DN3) și Dor Mărunt (unde se termină în DN3A).

## Demografie
Componența etnică a comunei Dorobanțu
     Români (94,83%)
     Romi (1,35%)
     Alte etnii (0,22%)
     Necunoscută (3,6%)
Componența confesională a comunei Dorobanțu
     Ortodocși (95,67%)
     Alte religii (0,62%)
     Necunoscută (3,71%)
Conform recensământului efectuat în 2021, populația comunei Dorobanțu se ridică la 2.749 de locuitori, în scădere față de recensământul anterior din 2011, când fuseseră înregistrați 3.065 de locuitori. Majoritatea locuitorilor sunt români (94,83%), cu o minoritate de romi (1,35%), iar pentru 3,6% nu se cunoaște apartenența etnică. Din punct de vedere confesional, majoritatea locuitorilor sunt ortodocși (95,67%), iar pentru 3,71% nu se cunoaște apartenența confesională.

## Politică și administrație
Comuna Dorobanțu este administrată de un primar și un consiliu local compus din 11 consilieri. Primarul, Vasile Stoica[*], de la Partidul Național Liberal, este în funcție din 2012. Începând cu alegerile locale din 2024, consiliul local are următoarea componență pe partide politice:
|  | Partid                          | Consilieri | Componența Consiliului | Componența Consiliului | Componența Consiliului | Componența Consiliului | Componența Consiliului | Componența Consiliului | Componența Consiliului | Componența Consiliului |
|  | ------------------------------- | ---------- | ---------------------- | ---------------------- | ---------------------- | ---------------------- | ---------------------- | ---------------------- | ---------------------- | ---------------------- |
|  | Partidul Național Liberal       | 8          |                        |                        |                        |                        |                        |                        |                        |                        |
|  | Partidul Social Democrat        | 2          |                        |                        |                        |                        |                        |                        |                        |                        |
|  | Alianța pentru Unirea Românilor | 1          |                        |                        |                        |                        |                        |                        |                        |                        |

## Istorie
La sfârșitul secolului al XIX-lea, comuna se numea Vărăști, făcea parte din plasa Borcea a județului Ialomița și era formată doar din satul de reședință, cu 1326 de locuitori, o biserică și o școală primară mixtă. Anuarul Socec din 1925 consemnează comuna în plasa Ciocănești a aceluiași județ, cu satele Dorobanțu și Vărăști, având o populație de 2691 de locuitori.
În 1950, comuna a trecut în administrarea raionului Călărași din regiunea Ialomița și apoi (după 1952) din regiunea București și în timp și-a schimbat numele în Dorobanțu de la noua reședință. În 1968, ea a revenit la județul Ialomița (reînființat) și i s-a alipit și satul Boșneagu (fost la comuna Ulmu). În 1981, o reorganizare administrativă regională a dus la transferarea comunei la județul Călărași.

## Monumente istorice
Trei obiective din comuna Dorobanțu sunt incluse în lista monumentelor istorice din județul Călărași ca monumente de interes local. Situl arheologic de la Vărăști, aflat pe grindul Grădiștea Ulmilor, la sud-est de sat, în mijlocul fostului lac Boian, cuprinde o așezări cu necropolă din neolitic (cultura Boian), eneolitic (cultura Gumelnița) și Epoca Fierului. Celelalte două sunt clasificate ca monumente de arhitectură — biserica cu hramurile „Sfântul Nicolae” și „Adormirea Maicii Domnului” ridicată în 1854 în satul Boșneagu; și biserica „Sfânta Treime” (1838) din satul Vărăști.